# Кобыща, Валентин Владимирович
Валентин Владимирович Кобыща (14 апреля 1959, Красное, Тарутинский район, Одесская область, Украинская ССР) — советский футболист, защитник; российский фотокорреспондент.

## Биография
Уроженец Одесской области, в 1977—1980 годах был в составе одесского «Черноморца», но играл только за дубль. В 1980 году оказался в одесском СКА, где провёл год, выступая в первенстве первой лиги — 38 игр. В середине 1981 года перешёл в ЦСКА, в составе которого сыграл 46 игр, забил один гол в высшей лиге; провёл два матча в 1/32 Кубка УЕФА 1981/82 против австрийского «Штурма» Грац. В 1985—1990 годах играл за «Искру» Смоленск, в первенствах первой и второй лиги сыграл 174 матча, забил 16 голов. В розыгрыше Кубка СССР 1984/85 вместе с командой дошёл до полуфинала.
В 1984 году, после рождения сына, увлёкся фотографированием. После окончания карьеры игрока стал работать в газете «Красная звезда» литературным сотрудником отдела спорта и фотокорреспондентом. С конца 1990-х[уточнить] работает в пресс-службе ЦСКА.